# 2,2-Diméthylbutane
Le 2,2-diméthylbutane ou néohexane est un composé organique isomère de l'hexane et donc de formule brute C6H14. Il a pour formule semi-développée CH3-C(CH3)2-CH2-CH3. C'est un hydrocarbure saturé, donc de la famille des alcanes.

## Synthèse
Le 2,2-diméthylbutane (aussi appelé néohexane) est normalement synthétisé avec de l'éthylène et de l'isobutane dans un milieu catalysé thermiquement ou avec des substances chimiques:
H2C=CH2 + CH3C(CH3)CH3 → CH3C(CH3)2CH2CH3